# WrestleMania 2
WrestleMania 2 fu la seconda edizione di WrestleMania, il più importante pay-per-view della World Wrestling Federation. Si svolse lunedì 7 aprile 1986, il che la rese l'unica edizione di WrestleMania a non essere organizzata di domenica.
L'evento venne organizzato in tre sedi diverse, ovvero al Nassau Veterans Memorial Coliseum a Uniondale, New York, al Rosemont Horizon a Rosemont, Illinois, e al Los Angeles Memorial Sports Arena di Los Angeles, California. Ogni sede ebbe un main event e un undercard. Come per la prima edizione di WrestleMania, i match furono trasmessi in TV a circuito chiuso in tutto il Nord America. Vince McMahon e Susan Saint James furono i commentatori dello show a New York, Gorilla Monsoon, Gene Okerlund, e Cathy Lee Crosby a Chicago e Jesse Ventura, Lord Alfred Hayes, ed Elvira a Los Angeles. I ring announcer furono Howard Finkel (New York), Chet Coppock (Chicago), e Lee Marshall (Los Angeles).
Il main event al Nassau Veterans Memorial Coliseum fu un incontro di pugilato tra Mr. T e Roddy Piper dove trionfò il primo per squalifica. I match nell'undercard videro Randy Savage e George Steele combattere per il WWF Intercontinental Championship, Jake Roberts contro George Wells e Paul Orndorff contro The Magnificent Muraco. L'evento principale a Rosemont Horizon fu una 20-man battle royal che comprendeva lottatori WWF e giocatori della NFL. Nell'undercard lottarono The British Bulldogs che sconfissero il Dream Team vincendo i WWF Tag Team Championship. Poi ci fu un match per il WWF Women's Championship tra The Fabulous Moolah e Velvet McIntyre, poi Corporal Kirchner lottò contro Nikolai Volkoff (con Freddie Blassie).
Il main event alla Los Angeles Memorial Sports Arena fu un match per il WWF Championship dove Hulk Hogan sconfisse King Kong Bundy in uno steel cage match. Nell'undercard Terry Funk e Hoss Funk lottarono contro Junkyard Dog e Tito Santana in un tag team match, Adrian Adonis lottò contro Uncle Elmer, e Ricky Steamboat affrontò Hercules.

## Storyline

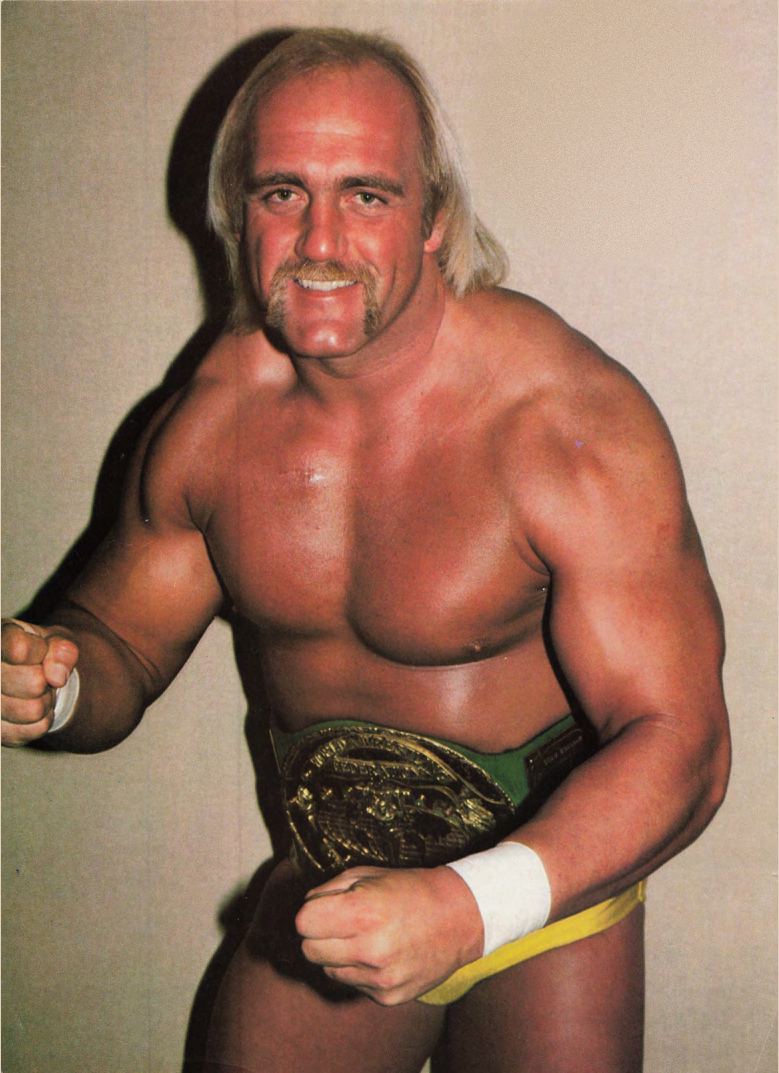
Hulk Hogan lottò contro King Kong Bundy in uno steel cage match per il WWF Championship

A WrestleMania 2 ci fu la resa dei conti di alcuni feud iniziati nei programmi televisivi World Championship Wrestling, All-Star Wrestling, Saturday Night's Main Event, e Prime Time Wrestling.
I principali feud del main-event nacquero il 1º marzo 1986, nel corso di Saturday Night's Main Event:
- La faida principale vedeva coinvolti il campione mondiale Hulk Hogan e King Kong Bundy. Anche se i due si erano già affrontati in alcune occasioni precedenti, il primo confronto trasmesso televisivamente a livello nazionale avvenne il 2 novembre 1985 a Saturday Night's Main Event dove Hogan in coppia con André the Giant lottò contro Bundy e Big John Studd (acerrimi nemici di André). Hogan e André vinsero il match.[1] Il 1º marzo Hogan difese la cintura di campione WWF contro The Magnificent Muraco. Appena prima che Hogan schienasse Muraco, Bundy irruppe sul ring e, con l'aiuto di Muraco, iniziò ad accanirsi su Hogan, colpendolo ripetutamente con tutto il suo enorme peso fino a rompergli alcune costole.[2] Hogan si infortunò veramente, mentre Bundy (beandosi delle sue azioni) sfidò pubblicamente Hogan per il titolo. Ansioso di vendicarsi, Hogan decise di non prestare ascolto ai consigli dello staff medico ed accettò la sfida; un match nella gabbia d'acciaio da svolgersi a WrestleMania 2 con in palio la cintura.
- Il secondo feud vedeva protagonisti Mr. T e Roddy Piper. Piper era diventato il maggior heel della WWF nel 1984, e un anno dopo si alleò con Paul Orndorff e Cowboy Bob Orton per sfidare Hulk Hogan e Mr. T.[3] Hogan & T sconfissero Piper e Orndorff nel main event di WrestleMania I.[4] Il feud Piper-Mr. T ripartì nel 1986 quando furono resi pubblici i dissidi tra i due nella vita reale. Piper e gli altri disprezzavano Mr. T perché era una star del cinema e non un vero lottatore. In risposta, Mr. T divenne per l'occasione uno speciale "pugile WWF" iniziando a combattere in match di boxe. Il 1º marzo a Saturday Night's Main Event, Mr. T sconfisse Orton in un incontro di pugilato.[2] Dopo il match, Piper distrasse Mr. T, dando modo a Orton di attaccarlo da dietro. Mr. T pretese vendetta, e quindi venne fissato un incontro di boxe contro Piper da disputarsi a WrestleMania 2.
- Il terzo feud maggiore era quello tra i Dream Team (Greg Valentine & Brutus Beefcake) e i British Bulldogs (Davey Boy Smith & Dynamite Kid) con in palio le cinture di campioni di coppia. Il 24 agosto 1985, Beefcake e Valentine vinsero le cinture dagli U.S. Express (Barry Windham & Mike Rotundo).[5] Immediatamente dopo la vittoria, furono sfidati dai British Bulldogs per i titoli. Riuscirono a conservare le cinture facendosi squalificare in un match contro i Bulldogs svoltosi nel corso di un house show l'11 settembre.[6] Difesero ancora i titoli contro i Bulldogs a Saturday Night's Main Event, dove emersero vincitori.[2] Dopo il secondo tentativo fallito da parte dei British Bulldogs di aggiudicarsi i WWF Tag Team Title, i Dream Team acconsentirono a dare loro una terza possibilità a WrestleMania 2.

## Evento
WrestleMania 2 venne organizzata in 3 località differenti: al Nassau Veterans Memorial Coliseum a Uniondale, New York, al Rosemont Horizon a Rosemont (Illinois) e alla Los Angeles Memorial Sports Arena a Los Angeles, California.

### New York
Nel primo match, Paul Orndorff affrontò The Magnificent Muraco, ma nessuno vinse la contesa, infatti l'incontro finì con un doppio count-out (conteggio di 10 fuori dal ring).
Poi ci fu un match per il WWE Intercontinental Championship tra "Macho Man" Randy Savage e George Steele. Savage schienò Steele con un roll-up e fece leva con i piedi sulle corde. Di conseguenza, Savage mantenne il titolo intercontinentale. Il terzo incontro fu tra Jake Roberts e George Wells. Jake eseguì un DDT sull'avversario e lo schienò vincendo il match. Dopo l'incontro, Roberts permise al suo serpente Damian di strisciare su Wells, che vomitò (episodio poi tagliato per censura dalle successive riedizioni home video dell'evento). Il primo main event di WrestleMania 2 fu un incontro di boxe tra Mr. T e Roddy Piper. T venne accompagnato dal vero pugile Joe Frazier mentre Piper si presentò con Lou Duva, un allenatore di pugilato. Piper fu squalificato per aver eseguito una body slam su Mr. T a 1:15 del quarto round.

### Chicago
Il primo match svoltosi a Chicago fu per il WWF Women's Championship tra The Fabulous Moolah e Velvet McIntyre. McIntyre tentò di eseguire una splash dal secondo paletto del ring, ma Moolah schivò la mossa e McIntyre cadde al suolo senza colpire l'avversaria. Moolah approfittò dell'accaduto e schienò McIntyre conservando il titolo.
Poi Corporal Kirchner lottò contro Nikolai Volkoff, accompagnato da Freddie Blassie. Blassie gettò il suo bastone a Volkoff ma Kirchner lo afferrò e colpì Volkoff con esso e poi lo schienò vincendo la contesa.
Il terzo match fu una battle royal i cui partecipanti erano dei wrestler della World Wrestling Federation e dei giocatori di football americano della NFL. In tutto c'erano 20 uomini sul quadrato. Tra i giocatori della NFL erano presenti Jimbo Covert, Bill Fralic, Russ Francis, Ernie Holmes, Harvey Martin e William "The Refrigerator" Perry, mentre tra i lottatori della WWF c'erano André the Giant, Ted Arcidi, Tony Atlas, The Hart Foundation (Bret Hart e Jim Neidhart), i The Killer Bees (B. Brian Blair e Jim Brunzell), Hillbilly Jim, The Iron Sheik, King Tonga, Pedro Morales, Bruno Sammartino, Dan Spivey e Big John Studd. Alla fine della battaglia reale, André the Giant ed entrambi i membri della Hart Foundation erano gli ultimi tre partecipanti superstiti. André eliminò prima Neidhart e poi Hart vincendo la battle royal.
Il secondo main event di WrestleMania 2 fu un match per i WWF Tag Team Championship tra The British Bulldogs (Davey Boy Smith e Dynamite Kid) e The Dream Team (Greg Valentine e Brutus Beefcake). I Bulldogs furono accompagnati sul ring da Ozzy Osbourne e Captain Lou Albano. Smith spinse Valentine all'angolo dove egli batté la testa contro quella di Dynamite Kid. Kid cadde a terra mentre Smith schienò Greg permettendo così ai Bulldogs di vincere i titoli di coppia.

### Los Angeles

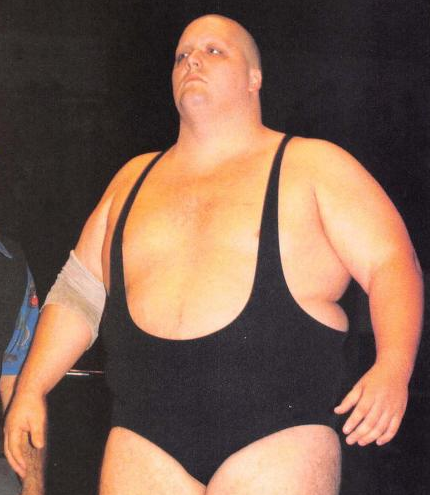
King Kong Bundy nel 1983

Ricky Steamboat affrontò Hercules Hernandez nel primo match di Los Angeles. Hercules cercò di eseguire una flying bodypress, ma non riuscì a colpire l'avversario. In seguito Steamboat eseguì una flying body press, e schienò l'avversario, portando a casa la vittoria. L'effeminato Adrian Adonis (con Jimmy Hart) batté Uncle Elmer dopo aver eseguito un diving headbutt.
Terry Funk e Hoss Funk lottarono contro Junkyard Dog e Tito Santana in un tag team match. Hoss, il fratello di Terry Funk, era accompagnato da Jimmy Hart. L'arbitro fu distratto da Hoss, e Hart ne approfittò dando il suo megafono a Terry che colpì JYD e lo schienò vincendo così l'incontro.
Infine ci fu uno steel cage match per il WWF Championship. Hulk Hogan lottò contro King Kong Bundy. Hogan aveva delle noie alle costole a causa di un assalto di Bundy avvenuto il 1º marzo 1986 nell'edizione di Saturday Night's Main Event. Bundy era accompagnato dal manager Bobby Heenan. All'inizio, Bundy rimosse la benda che fasciava le costole di Hogan. Tuttavia Hogan prese la testa dell'avversario e la spinse contro la gabbia, e poi cercò di eseguire una Scoop slam su Bundy ma senza successo. King Kong lo colpì con una "valanga" e una big splash. Tuttavia, quando Hogan si riebbe, colpì Bundy con un powerslam seguito da un leg drop. Salì la gabbia d'acciaio, ma Bundy gli afferrò le gambe, impedendogli di uscire da essa. Hogan diede dei calci a Bundy e si arrampicò sulla cima della gabbia uscendo da essa e vincendo il match difendendo il titolo.

## Conseguenze
Randy Savage e George Steele continuarono il loro feud, che culminò in un rematch per il WWF Intercontinental Championship svoltosi il 3 gennaio 1987 a Saturday Night's Main Event dove Steele non riuscì a trionfare. Savage ebbe un feud anche con Hulk Hogan, ma non riuscì a vincere il titolo mondiale.
Il 4 ottobre 1986 a Saturday Night Main Event, i nuovi campioni Tag Team The British Bulldogs (Davey Boy Smith e Dynamite Kid) sconfissero gli ex campioni The Dream Team (Greg Valentine e Brutus Beefcake) nel corso di un Two Out of Three Falls Match.
Dopo la sua vittoria a Wrestlemania 2, la carriera di André The Giant si trovò a un bivio. Anche se non era ancora evidente ai fan, André cominciava a risentire degli effetti sulla salute della sua malattia nota come acromegalia, una sindrome che si ha quando la ghiandola pituitaria anteriore produce l'ormone della crescita in eccesso. A causa del suo stato di salute, di un tour programmato in Giappone e del ruolo da co-protagonista nel film La storia fantastica, André si prese una pausa dal ring. Per spiegare questa assenza, i dirigenti WWF si inventarono che Bobby Heenan lo aveva fatto sospendere dalla federazione. André tornò dopo qualche mese, ma lottò senza far vedere la sua vera faccia, indossando una maschera, come parte di una nuova stable chiamata The Machines.

## Produzione
Ray Charles cantò America the Beautiful al Nassau Veterans Memorial Coliseum a Uniondale, New York. A New York ci furono diversi ospiti speciali tra cui Cab Calloway, Darryl Dawkins, G. Gordon Liddy, Joan Rivers, Joe Frazier, Lou Duva, Ray Charles, Herb e Susan Saint James. Invece, le celebrità ospiti presenti a Chicago furono Clara Peller, Dick Butkus, Ed Jones, Ozzy Osbourne, Bill Fralic, Ernie Holmes, Harvey Martin, Jim Covert, Russ Francis, William Perry e Cathy Lee Crosby. A Los Angeles invece ci furono Ricky Schröder, Robert Conrad, Tommy Lasorda ed Elvira.

## Risultati

### Nassau Coliseum
| # | Risultati                                                                            | Stipulazione                                          | Durata |
| - | ------------------------------------------------------------------------------------ | ----------------------------------------------------- | ------ |
| 1 | Paul Orndorff contro The Magnificent Muraco finì con un doppio count out             | Single match                                          | 04:10  |
| 2 | Randy Savage sconfisse George Steele e conservò il WWF Intercontinental Championship | Single match per il WWF Intercontinental Championship | 05:10  |
| 3 | Jake Roberts sconfisse George Wells                                                  | Single match                                          | 03:15  |
| 4 | Mr. T sconfisse Roddy Piper per squalifica in un match di boxe                       | Match di boxe                                         | 13:14  |

### Rosemont Horizon
| # | Risultati | Tipo di incontro                             | Durata |
| - | --- | -------------------------------------------- | ------ |
| 5 | The Fabulous Moolah sconfisse Velvet McIntyre e conservò il WWF Women's Championship                                                                                              | Single match per il WWF Women's Championship | 01:25  |
| 6 | Corporal Kirschner sconfisse Nikolai Volkoff (con Freddie Blassie) in un flag match                                                                                               | Single match                                 | 02:05  |
| 7 | André the Giant vinse una battle royal alla quale presero parte venti persone tra wrestler e giocatori della NFL                                                                  | Battle royal                                 | 09:13  |
| 8 | The British Bulldogs (Davey Boy Smith e The Dynamite Kid) (con Ozzy Osbourne e "Captain" Lou Albano) sconfissero The Dream Team (Greg Valentine e Brutus Beefcake) (con Johnny V) | Single match per i WWF Tag Team Championship | 13:03  |

### Los Angeles Memorial Sports Arena
| #  | Risultati                                                                       | Tipo di incontro                                           | Durata |
| -- | ------------------------------------------------------------------------------- | ---------------------------------------------------------- | ------ |
| 9  | Ricky Steamboat sconfisse Hercules Hernandez                                    | Single match                                               | 07:27  |
| 10 | Adrian Adonis sconfisse Uncle Elmer                                             | Single match                                               | 03:01  |
| 11 | Terry Funk e Hoss Funk (con Jimmy Hart) sconfissero Junkyard Dog e Tito Santana | Tag team match                                             | 11:42  |
| 12 | Hulk Hogan sconfisse King Kong Bundy in uno steel cage match                    | Steel Cage match per il WWF World Heavyweight Championship | 10:15  |

### Battle Royal
| Ordine di Eliminazione | Wrestler         | Federazione | Eliminato da              | Tempo |
| ---------------------- | ---------------- | ----------- | ------------------------- | ----- |
| 1                      | Jimbo Covert     | NFL         | Fralic e Tonga            | 0:54  |
| 2                      | King Tonga       | WWF         | Fralic e Blair            | 0:54  |
| 3                      | Ernie Holmes     | NFL         | Sammartino                | 1:43  |
| 4                      | Jim Brunzell     | WWF         | Neidhart, Hart e Morales  | 2:32  |
| 5                      | Tony Atlas       | WWF         | Perry                     | 2:56  |
| 6                      | Harvey Martin    | NFL         | Morales                   | 3:48  |
| 7                      | Pedro Morales    | WWF         | Martin                    | 3:48  |
| 8                      | Ted Arcidi       | WWF         | Hillbilly, Blair e Spivey | 4:20  |
| 9                      | Dan Spivey       | WWF         | Iron Sheik                | 4:35  |
| 10                     | Hillbilly Jim    | WWF         | Iron Sheik                | 4:45  |
| 11                     | B. Brian Blair   | WWF         | Iron Sheik                | 4:46  |
| 12                     | Bill Fralic      | NFL         | Studd e Iron Sheik        | 5:12  |
| 13                     | The Iron Sheik   | WWF         | Sammartino                | 5:22  |
| 14                     | Bruno Sammartino | WWF         | Studd                     | 5:51  |
| 15                     | William Perry    | NFL         | Studd                     | 6:29  |
| 16                     | Big John Studd   | WWF         | Perry                     | 6:50  |
| 17                     | Russ Francis     | NFL         | Hart e Neidhart           | 7:50  |
| 18                     | Jim Neidhart     | WWF         | André                     | 8:57  |
| 19                     | Bret Hart        | WWF         | André                     | 9:09  |
| Vincitore              | André the Giant  | WWF         | -                         |       |

## Altre personalità
- Commentatori: Vince McMahon (New York), Gorilla Monsoon (Chicago), Gene Okerlund (Chicago), Jesse Ventura (Los Angeles), Lord Alfred Hayes (Los Angeles)
- Commentatori speciali: Susan Saint James (New York), Cathy Lee Crosby (Chicago), Horror Queen Elvira (Los Angeles)
- Annunciatori: Howard Finkel (New York), Chet Coppock (Chicago), Lee Marshall (Los Angeles)
- Annunciatori speciali: Joan Rivers (Nassau Coliseum), Tommy Lasorda (L.A. Sports Arena)
- Timekeeper speciali: Herb (New York), Clara Peller (Chicago), Ricky Schroder (L.A. Sports Arena)
- Arbitri: Dick Kroll, Jack Lutz, Dick Butkus (arbitro speciale, battle royal), Ed "Too Tall" Jones (arbitro speciale, battle royal), Dave Hebner
- Cantante: Ray Charles (New York)